# Charlies änglar – Utan hämningar
Charlies Änglar - Utan hämningar (Charlie's Angels: Full Throttle), är en amerikansk actionfilm från 2003. Filmen regisserades av McG och är 106 minuter lång.

## Handling
Filmen handlar om de tre agenterna (änglarna) Natalie (Cameron Diaz), Dylan (Drew Barrymore) och Alex (Lucy Liu) som arbetar för den mystiska Charlie. Denna gång får de ett uppdrag att finna två ringar som innehåller en lista på alla personer som befinner sig i FBI:s vittnesskyddsprogram. Efter att några personer dör börjar det bli uppenbart att den som ligger bakom det hela troligen är en "fallen ängel", en gammal kollega till dem, Madison (Demi Moore). Nu måste de få tag på de som ligger bakom allt och återta listan innan den kommer ut till alla.

## Om filmen
Charlies änglar - Utan hämningar är uppföljare till 2000 års Charlies änglar som i sin tur är baserad på TV-serien Charlies änglar. Filmen regisserades av Joseph McGinty Nichol. Koreografen Robin Antin hjälpte till med actionscenerna på klubben.
Filmen nominerades till en Razzie för sämsta film 2003.

## Rollista (urval)
| Cameron Diaz   | – Natalie Cook          |
| Drew Barrymore | – Dylan Sanders         |
| Lucy Liu       | – Alex Munday           |
| Bernie Mac     | – Jimmy Bosley          |
| Crispin Glover | – "Thin Man"            |
| Justin Theroux | – Seamus O'Grady        |
| Robert Patrick | – Ray Carter            |
| Demi Moore     | – Madison Lee           |
| Shia LaBeouf   | – Max                   |
| Matt LeBlanc   | – Jason                 |
| Luke Wilson    | – Pete                  |
| John Cleese    | – Mr. Munday            |
| Eric Bogosian  | – Alan Caulfield        |
| Andrew Wilson  | – polis                 |
| Tommy Flanagan | – irländsk bråkmakare   |
| Pink           | – Coal Bowl Starter     |
| Jaclyn Smith   | – Kelly Garrett         |
| Carrie Fisher  | – Mother Superior       |
| Robert Forster | – Roger Wixon           |
| Bruce Willis   | – William Rose Bailey   |
| John Forsythe  | – Charlie (endast röst) |